# 西谷 (横浜市)
西谷（にしや）は、神奈川県横浜市保土ケ谷区の地名。現行行政地名は西谷一丁目から西谷四丁目。住居表示実施済み区域。

## 地理
保土ケ谷区の北西部に位置し、北西に西谷町（住居表示未実施部分）、北東に上菅田町、東に東川島町、南に川島町、西に旭区西川島町と接している。町の西部に相模鉄道西谷駅が設けられている。西谷駅は相鉄本線と相鉄新横浜線の分岐駅であり、交通の要所となっている。南西から北東に東海道新幹線が走り、西谷駅で相鉄線と交差するが、新幹線に駅は設けられていない。国道16号梅の木交差点から北に県道青砥上星川線が伸び、鴨居駅方面に通じている。町の南には帷子川が流れる。

### 地価
住宅地の地価は、2025年（令和7年）1月1日の公示地価によれば、西谷2-7-22の地点で24万1000円/m²、西谷3-36-5の地点で28万円/m²となっている。

## 歴史

### 沿革
- 2020年（令和2年）10月19日 - 住居表示の実施（保土ケ谷区西谷地区）に伴い、西谷町、川島町、上菅田町、東川島町の各一部から分離し、西谷一丁目から西谷四丁目を新設[2]。

### 町名の変遷
| 実施後     | 実施年月日                | 実施前（各町名ともその一部）       |
| ---------- | ------------------------- | ---------------------------------- |
| 西谷一丁目 | 2020年（令和2年）10月19日 | 西谷町（一部）                     |
| 西谷二丁目 | 2020年（令和2年）10月19日 | 西谷町、上菅田町（各一部）         |
| 西谷三丁目 | 2020年（令和2年）10月19日 | 西谷町、川島町、東川島町（各一部） |
| 西谷四丁目 | 2020年（令和2年）10月19日 | 西谷町（一部）                     |

## 世帯数と人口
2025年（令和7年）6月30日現在（横浜市発表）の世帯数と人口は以下の通りである。
| 丁目       | 世帯数    | 人口    |
| ---------- | --------- | ------- |
| 西谷一丁目 | 508世帯   | 847人   |
| 西谷二丁目 | 827世帯   | 1,722人 |
| 西谷三丁目 | 1,457世帯 | 2,547人 |
| 西谷四丁目 | 916世帯   | 1,432人 |
| 計         | 3,708世帯 | 6,548人 |

## 学区
市立小・中学校に通う場合、学区は以下の通りとなる（2024年11月時点）。
| 丁目       | 番・番地等       | 小学校                     | 中学校                 |
| ---------- | ---------------- | -------------------------- | ---------------------- |
| 西谷一丁目 | 全域             | 横浜市立上菅田笹の丘小学校 | 横浜市立上菅田中学校   |
| 西谷二丁目 | 1〜26番 28〜30番 | 横浜市立上菅田笹の丘小学校 | 横浜市立上菅田中学校   |
| 西谷二丁目 | 27番 31番以降    | 横浜市立上星川小学校       | 横浜市立保土ケ谷中学校 |
| 西谷三丁目 | 全域             | 横浜市立川島小学校         | 横浜市立西谷中学校     |
| 西谷四丁目 | 全域             | 横浜市立川島小学校         | 横浜市立西谷中学校     |

## 事業所
2021年（令和3年）現在の経済センサス調査による事業所数と従業員数は以下の通りである。
| 丁目      | 事業所数  | 従業員数 |
| --------- | --------- | -------- |
| 西谷1丁目 | 22事業所  | 250人    |
| 西谷2丁目 | 20事業所  | 89人     |
| 西谷3丁目 | 118事業所 | 697人    |
| 西谷4丁目 | 69事業所  | 354人    |
| 計        | 229事業所 | 1,390人  |

## 交通

### 鉄道
- 相模鉄道
  - 西谷駅

### 道路
- 国道16号
- 神奈川県道109号青砥上星川線

## 施設
- 保土ケ谷警察署 西谷交番
- 横浜市西谷地区センター
- 横浜西谷郵便局
- 横浜銀行 西谷支店
- マルエツ 西谷店
- まいばすけっと 西谷店

## その他

### 日本郵便
- 郵便番号 : 240-0054[3]（集配局：保土ヶ谷郵便局[9]）

### 警察
町内の警察の管轄区域は以下の通りである。
| 丁目       | 番・番地等 | 警察署         | 交番・駐在所 |
| ---------- | ---------- | -------------- | ------------ |
| 西谷一丁目 | 全域       | 保土ケ谷警察署 | 西谷交番     |
| 西谷二丁目 | 全域       | 保土ケ谷警察署 | 西谷交番     |
| 西谷三丁目 | 全域       | 保土ケ谷警察署 | 西谷交番     |
| 西谷四丁目 | 14番3・5号 | 保土ケ谷警察署 | 川島町駐在所 |
| 西谷四丁目 | その他     | 保土ケ谷警察署 | 西谷交番     |